# Ute Patel-Mißfeldt

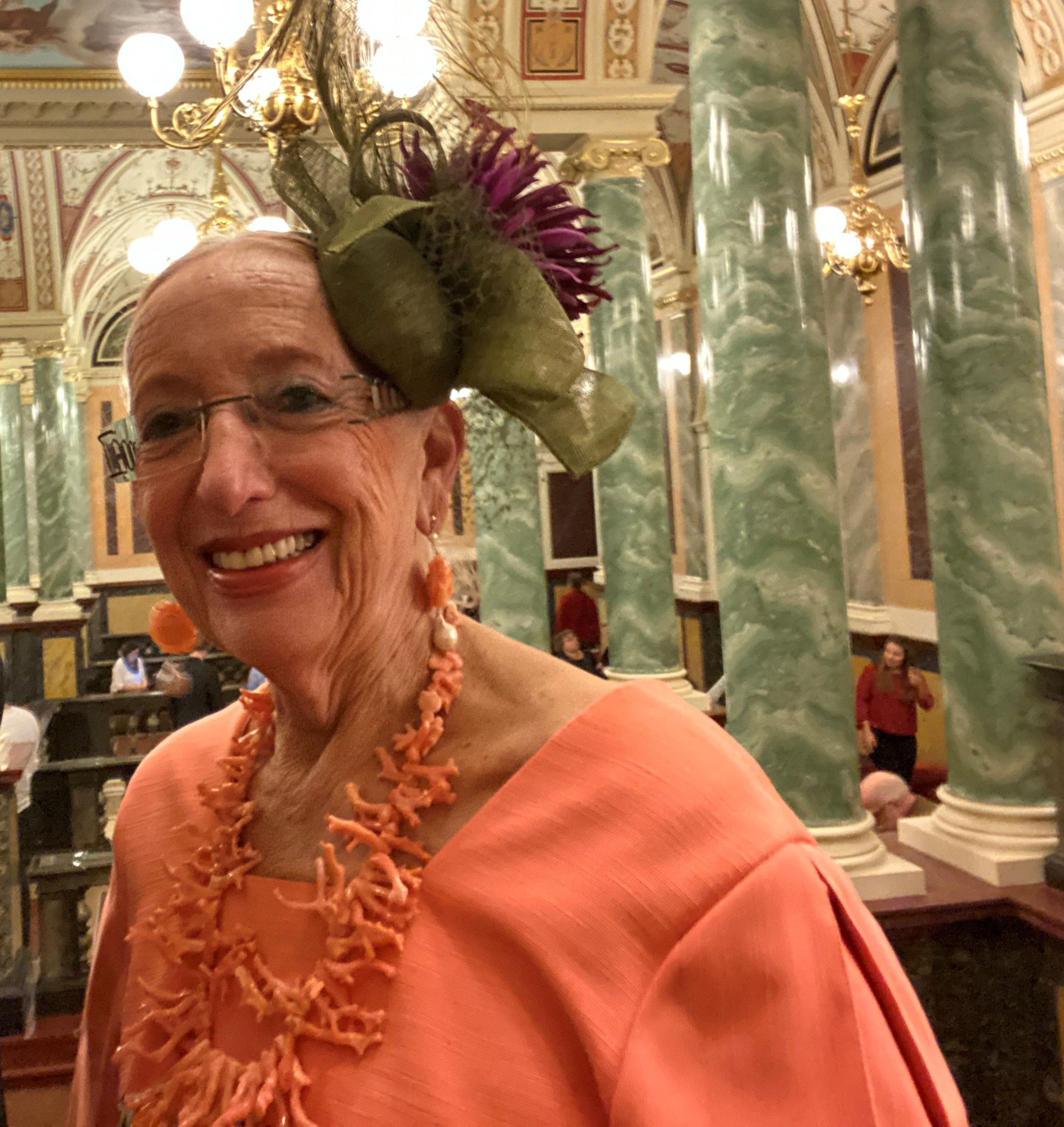
Ute Patel-Mißfeldt (2025)

Ute Patel-Mißfeldt (* 31. Dezember 1940 in Bremerhaven) ist eine deutsche Künstlerin. Sie gründete 1998 die Veranstaltung Mut zum Hut, die sich zur weltweit größten Hutschau entwickelte.

## Leben
Ute Patel-Mißfeldt wurde 1940 als Ute Schmidt in Bremerhaven geboren. Trotz der Kriegs- und Nachkriegszeiten bezeichnet sie ihre Kindheit als glücklich. Von 1956 bis 1959 machte sie eine grafische Ausbildung in Bremerhaven. Nachdem ihre erste Ehe nach 18 Jahren endete, heiratete sie den Urologen, Philosophen und Künstler Vallabhbhai J. Patel. Gemeinsam reisten sie regelmäßig nach Indien und gründeten in Bhavnagar eine Frauenorganisation. Patel-Mißfeldt hat drei leibliche und ein adoptiertes Kind. Sie lehrte zwischen 1972 und 1977 als Fachlehrerin am Gymnasium in Langen für das Fach Kunst.
Internationale künstlerische Ausstellungen schuf Patel-Mißfeldt mit Aquarell-, Seiden- und Pastellmalerei. Unter anderem hat sie in jungen Jahren mit Salvador Dali und Pablo Picasso in Philadelphia ausgestellt. Ebenfalls ist sie im Schmuck- und Porzellandesign tätig. Abhängig nach Quelle fungierte sie über acht bzw. zehn Jahre hinweg als Intendantin, Initiatorin und künstlerische Gesamtleiterin der Donaufestwochen in Grein. Sie schuf zudem etliche Kleiderentwürfe und Modeschauen und veröffentlichte mit Stand Dezember 2022 42 Fachbücher über Kunst und Sozialarbeit in Indien.
Heute lebt sie in Neuburg an der Donau im Schloss Grünau. Dort gründete sie 1998 die Hutschau Mut zum Hut, die sich in den folgenden Jahren zur größten Hutschau der Welt entwickelte. Später wurde die Leitung der Hutschau, die zeitweise in Ingolstadt ausgetragen wurde, von Ute Patel-Mißfeldts Tochter Isabel Patel übernommen.
2017 verstarb Patel-Mißfeldts Ehemann Vallabhbhai J. Patel.

## Rezeption
Zelebriert wird Patel-Mißfeldt neben ihrer Hutschau auch für ihre Karikaturen. 2004 erhielt sie von der Stadt Neuburg an der Donau den kommunalen Kulturpreis. Ferner wurden die Verdienste des von Patel-Mißfeldt gegründeten Vereins durch die UNESCO mit einem Preis gewürdigt. 2013 wurde ihr der Kunst- und Kulturpreis des Altmühltals verliehen.
Im August 2009 wurde im BR Fernsehen aus der Reihe Lebenslinien unter dem Titel Vom Vergnügen anders zu sein von Jutta Henkel eine biographische Dokumentation über Ute Patel-Mißfeldt erstausgestrahlt. Unter demselben Titel veröffentlichte Patel-Mißfeldt mit der Schriftstellerin Karina Albrecht am 1. September 2014 ihre Autobiographie in gedruckter Form.

## Werke
- Ute Patel-Mißfeldt: Seidenmalerei mit Phantasie. Eulen Verlag, Freiburg i.Br. 1990, ISBN 3-89102-193-3.
- Ute Patel-Mißfeldt: Seidenmalerei nach Motiven des Jugendstils. Ideen Entwürfe Bilder. Eulen Verlag, Freiburg i. Br 1991, ISBN 3-89102-273-5.
- Ute Patel-Mißfeldt: Seidenmalerei nach indischen Motiven. Ideen - Entwürfe - Bilder. Eulen Verlag, Freiburg i.Br. 1992, ISBN 3-89102-280-8.
- Ute Patel-Mißfeldt: Meisterschule Seidenmalerei. Augustus Verlag, Augsburg 1993, ISBN 3-8043-0235-1.
- Ute Patel-Mißfeldt: Blüten auf Seide. Ideen - Anregungen - Vorschläge. 4. Auflage. Eulen Verlag, Freiburg i.Br. 1994, ISBN 3-89102-190-9.
- Ute Patel-Mißfeldt: Florale Seidenmalerei - Malvorlagen zum Aufbügeln in Originalgröße. Augustus Verlag, Augsburg 1994, ISBN 3-8043-0222-X.
- Ute Patel-Mißfeldt: Seidenmalerei traumhaft bemalt. Eulen Verlag, Freiburg i.Br. 1994, ISBN 3-89102-289-1.
- Ute Patel-Mißfeldt: Herbstlandschaften. 3. Auflage. Eulenverlag, Freiburg i.Br. 1996, ISBN 3-89102-137-2.
- Ute Patel-Mißfeldt: Harmonienlandschaften. Eulen Verlag, Freiburg i.Br. 1997, ISBN 3-89102-338-3.
- Ute Patel-Mißfeldt: Meine Farbenlehre für Seide und Papier. Eulen Verlag, Freiburg i.Br 1997, ISBN 3-89102-373-1.
- Ute Patel Mißfeldt: Seidenkatzen. Anregungen zum Selbermalen. Eulen Verlag, Freiburg i.Br. 1998, ISBN 3-89102-365-0.
- Ute Patel-Mißfeldt, Marliese Würzenburger: "Kunst" appetitlich verbackt (2). Hrsg.: Werkstatt Galerie Galerie Cafe. Sommerhausen 2005.
- Ute Patel Mißfeldt, Marliese Würzenburger: "Kunst" appetitlich verbackt! Hrsg.: Werkstatt Galerie Galerie Cafe. Sommerhausen 2009.
- Ute Patel-Mißfeldt, Marliese Würzburger: "Kunst" appetitlich verbackt! Band 3. Hrsg.: Werkstatt-Galerie Galerie Cafe. Sommerhausen 2009.
- Ute Patel-Mißfeldt, Karina Albrecht: Vom Vergnügen anders zu sein. Spica Verlag, Blumenholz 2014, ISBN 978-3-943168-59-4.
- Karina Albrecht, Ute Patel-Mißfeldt: Unverblümt. Die Welt in meinem Spiegel. 2. Auflage. Spica Verlags-& Vertriebs GmbH, Neubrandenburg 2014, ISBN 978-3-943168-02-0.
- Vicky Müler-Toussa, Illustrationen Ute Patel-Mißfeldt: Max, der Donaubiber. 1. Auflage. Spurbuchverlag, Würzburg 2023, ISBN 978-3-88778-094-4.
- Ute Patel-Mißfeldt: Blumen und Poesie. Eulen Verlag, Freiburg i.Br., ISBN 3-89102-340-5.
- Ute Patel-Mißfeldt: Träume auf Seide. Eulen Verlag, Freiburg i.Br., ISBN 3-89102-180-1.
- Ute Patel-Mißfeldt: Seidenmalerei. Meine schönsten Muster. Vorlagenmappe. Augustus Verlag, ISBN 3-8043-0237-8.
- Ute Patel-Mißfeldt: Ornamentale Seidenmalerei.Originalvorlagen und Anleitungen. Augustus Verlag, Augsburg, ISBN 3-8043-0173-8.
- Ute Patel-Mißfeldt: Indogermanische Küche. fröhlich verpackt von Ute Patel-Mißfeldt. Hrsg.: Isabel Patel Ideenquell. Neuburg a.d. Donau.